# Louise Caroline de Hochberg
Louise Caroline von Hochberg (26 mai 1768, Karlsruhe – 23 iunie 1820, Karlsruhe), născută Geyer von Geyersberg, a fost a doua soție a margrafului și mai târziu a Marelui Duce Karl Frederic de Baden. Din 1787 a fost baroneasă von Hochberg, din 1796 contesă de Hochberg. Deși căsătoria a fost considerată morganatică, în cele din urmă descendenții ei au accedat la tronul ducal și au domnit până în 1918.

## Biografie
Louise Caroline Geyer von Geyersberg a fost fiica colonel locotenentului Ludwig Heinrich Philip Geyer von Geyersberg (1729-1772) și a soției acestuia, contesa Maximiliana von Sponeck. Ea era descendenta unei familii din Austria Inferioară supranumită Geiger; Walther Geiger, un administrator poștal în Viena, a fost înnobilat în Sfântul Imperiu Roman împreună cu câteva rude colaterale, în 1595. În 1625 împăratul Ferdinand al II-lea i-a autorizat să adăuge sufixul nobil "von Geyersberg". Cândva după 1675 străbunicul Louisei Caroline, Christophe Ferdinand, a înlocuit numele cu o versiune mai aristocratică, "Geyer von Geyersberg". În timp ce era în serviciul lui Eberhard Louis, Duce de Württemberg, fiul său, Christian Heinrich, și-a asumat titlul de baron în 1729, la un an după ce s-a căsătorit cu Christiane von Thummel.
Louise Caroline a urmat o școală particulară în Colmar. Mai târziu ea a devenit doamnă de onoare la curtea din Baden-Durlach pentru Prințesa Amalie.

## Căsătoria cu margraful Karl Frederic
Deși se face referire la nuntă la 24 noiembrie 1787 cu titlul "baroneasa Geyer von Geyersberg" de către logodnicul ei, căsătoria ei cu margraful Karl Frederic, care era văduv din 1783, a fost considerată la acel moment morganatică, ea fiind considerată ca având un rang inferior prințului.
După nuntă, margraful a declarat că soția sa va purta titlul de baroneasă von Hochberg. În același proclamare, co-semnată de cei trei fii ai lui din prima sa căsătorie, el a rezervat decizia titlului și a dreptului de succesiune fiilor săi care vor fi născuți din căsătorie. În iulie 1799 scrisori patente au fost emise de către Sfântul Împărat Roman Francisc al II-lea, cu efect retroactiv până la 12 mai 1796, ridicand-o pe contesă la titlul imperial de contesă de Hochberg. Ea nu a obținut niciodată rangul de prințesă imperială, titlul deținut de prima soție a lui Karl Frederic.
În 1817, descendenții lui Karl Frederic cu prima lui soție au murit toți. Pentru a preveni ca Baden să fie moștenită de cumnatul său, regele Maximilian I Joseph al Bavariei, Marele Duce Karl (nepot al primului Mare Duce), a schimbat legea de succesiune acordând familiei Hochberg drepturi depline dinastice în Baden. Ei au devenit Prinți și Prințese de Baden la fel ca și frații lor vitregi mai mari.
Drepturile lor de succesiune au fost consolidate atunci când Baden a adoptat o constituție în 1818, care a fost recunoscută de Bavaria și de Marile Puteri în Tratatul de la Frankfurt din 1819. Leopold, fiul cel mare din a doua căsătorie, a succedat ca Mare Duce în 1830. Descendenții lui Leopold au domnit ca Mari Duci de Baden  până în 1918. Actualul pretendent la tronul din Baden este descendent al lui Leopold.
Karl Frederic și Louise Caroline au avut cinci copii:
- Prințul Leopold de Baden (29 august 1790 - 24 aprilie 1852); mai târziu a succedat ca Leopold I, Mare Duce de Baden. S-a căsătorit la 25 iulie 1819 la Karlsruhe cu ruda sa, Prințesa Sofia a Suediei (21 mai 1801 – 6 iulie 1865), fiica cea mare a fostului rege Gustav al IV-lea al Suediei și Frederica de Baden.
- Prințul Wilhelm de Baden (8 aprilie 1792 - 11 octombrie 1859).
- Prințul Frederic Alexandru de Baden (10 iunie 1793 - 18 iunie 1793).
- Prințesa Amalie de Baden (26 ianuarie 1795 - 14 septembrie 1869); s-a căsătorit la 19 aprilie 1818 cu Karl Egon II de Fürstenberg (28 octombrie 1796 - 22 octombrie 1854).
- Prințul Maximilian de Baden (8 decembrie 1796 - 6 martie 1882).